# جدل التنوير (كتاب)
جدل التنوير هو كتاب ألفه كل من ماكس هوركهايمر وتيودور أدورنو، من أشهر رواد النظرية النقدية لمدرسة فرانكفورت الفلسفية، نشر لأول مرة في عام 1944.
من أهم نصوص النظرية النقدية، يعالج الكتاب ويشرح الحالة الاجتماعية السياسية المسؤولة عن فشل عصر التنوير كما تزعم مدرسة فرانكفورت. كتاب جدل التنوير وكتاب الشخصية السلطوية (الذي شارك ادورنو في تأليفه أيضا) وكتاب عضو مدرسة فرانكفورت هربرت ماركوزه الإنسان ذو البعد الواحد، كان لها أثر كبير على كل فلسفة وعلم اجتماع وثقافة وسياسة القرن العشرين، وكان مصدر إلهام لليسار الأوروبي الجديد في ستينات وسبعينيات القرن العشرين.
الكتاب مؤلف من عدة أقسام معظمها تدور حول الموضوع الواحد وهو إمكانية خلق عقل جديد يواكب روح الحضارة الحديثة والعصور الحديثة، ولكن هذه المواكبة لا يمكن أن تجري دون نقد لما مضى ولذلك ينصب النقد في معظمه على العقل القديم، أو على العقل الذي أدى في جانب منه إلى تجميد العقل يعني العقل كما هو عند هيغل وكما هو عند كانط وكما هو في الماركسية أيضا التي أوصلت في مرحلة من المراحل إلى الستالينية بشكل أو بآخر ومن المعروف أن توجهات معظم أساتذة ومفكري ومؤلفي عصر مدرسة النقد التي تسمى بمدرسة فرانكفورت كانوا إلى حد ما في فلك ماركسي أو مادي إلى حد بعيد وبالتالي كانت لهم مثل هذه المنطلقات ولكن من مفهوم نقدي بمعنى أنهم لم يقبلوا الماركسية بالشكل الذي آلت إليه في جمودها ولم يقبلوا أيضا العقل الهيغلي كما، كما صار هذا العقل في نهايته عقلا أداتيا أو عقلا محض أداة يمكن استعمالها أو الاستغناء عنها أو استعمالها فقط كأداة.

## السياق التاريخي للكتاب
من أهم خصائص النظرية النقدية الجديدة، كما حاول ادورنو وهوركهايمر صياغتها في جدل التنوير هو التأكيد على تناقضات التنوير التي يرون انها مصدر وأساس الإخضاع والقهر الاجتماعي. وهذه التناقضات هي التي أدت إلى تشاؤم النظرية النقدية الجديدة من إمكانية تحرر الإنسان النهائي.

هذه التناقضات تعود بجذورها إلى السياق التاريخي الذي ظهر فيه كتاب جدل التنوير: رأى المؤلفان في النازية أو القومية الإشتراكية، والفاشية ورأسمالية الدولة بالإضافة إلى الثقافة الرخيصة المنتجة على نطاق واسع أدوات جديدة للسيطرة والهيمنة الاجتماعية، لا يمكن تفسيرها بصورة كافية بمقولات النظرية النقدية القديمة التي انتجها عصر التنوير.
يقول أدورنو وهوركهايمر استنادا على أبحاث الاقتصادي فريريش بولوك أن تدخل الدولة في الاقتصاد ألغى السوق باعتباره آلية لاواعية لتوزيع البضائع والملكية الخاصة قد تم استبداله بالتخطيط المركزي وملكية المجتمع لوسائل الإنتاج.
خلافا لتوقع ماركس في هذا التحول لم يؤدِ إلى ثورة اجتماعية إنما إلى الفاشية والشمولية.

## روابط خارجية
- جدل التنوير على موقع الموسوعة البريطانية (الإنجليزية)